# 岐阜王冠賞
岐阜王冠賞（ぎふおうかんしょう）は、かつて岐阜県地方競馬組合が笠松競馬場で施行していた地方競馬の重賞競走である。

## 概要
1977年から1995年まで重賞として行われていたレースである。
第1回はダート1600m、第2回にダート1800m、それ以降はダート1900mで施行されていた。

## 賞金について
1着賞金は800～1300万円である。第1-4回、第7-13回は800万円、第5-6・14回は1000万円、第15・18・19回は1200万円、第16-17回は1300万円となっている。

## 歴代優勝馬
| 回数   | 施行日        | 距離  | 優勝馬             | 重量 | 年齢 | 騎手     | 調教師   | タイム |
| ------ | ------------- | ----- | ------------------ | ---- | ---- | -------- | -------- | ------ |
| 第1回  | 1977年6月1日  | 1800m | スターチャリオット |      | 牝4  |          |          | 1:57.2 |
| 第2回  | 1978年5月17日 | 1600m | タツノベースン     |      | 牡4  |          |          | 2:05.1 |
| 第3回  | 1979年7月8日  | 1900m | リユウウオーク     |      | 牡4  |          |          | 2:04.8 |
| 第4回  | 1980年7月7日  | 1900m | イズミダツパー     |      | 牡4  |          |          | 2:03.6 |
| 第5回  | 1981年7月1日  | 1900m | シナノセイダイ     |      | 牡4  | 坂本敏美 |          | 2:04.0 |
| 第6回  | 1982年7月7日  | 1900m | ゴールデンモンド   |      | 牡4  | 坂本敏美 |          | 2:02.1 |
| 第7回  | 1983年7月17日 | 1900m | ヒートウエース     | 450  | 牡4  | 濱口楠彦 |          | 2:03.3 |
| 第8回  | 1984年7月15日 | 1900m | ゴールドフアリング | 462  | 牡4  | 原口次夫 |          | 2:03.8 |
| 第9回  | 1985年7月14日 | 1900m | ゴールドフレンチ   | 502  | 牡4  |          |          | 2:06.0 |
| 第10回 | 1986年7月13日 | 1900m | ポールドヒユーマ   | 460  | 牡4  | 安藤光彰 |          | 2:03.9 |
| 第11回 | 1987年7月12日 | 1900m | ワイズルーラ       | 462  | 牡4  | 川原正一 | 後藤保   | 2:05.1 |
| 第12回 | 1988年7月10日 | 1900m | マーチトウショウ   | 416  | 牡4  | 川原正一 |          | 2:03.5 |
| 第13回 | 1989年7月9日  | 1900m | サンリナール       | 504  | 牡4  |          |          | 2:01.5 |
| 第14回 | 1990年7月8日  | 1900m | マックスフリート   | 472  | 牝4  | 安藤勝己 | 荒川友司 | 2:05.4 |
| 第15回 | 1991年7月7日  | 1900m | マックスブレイン   | 484  | 牡4  | 安藤勝己 | 荒川友司 | 2:05.5 |
| 第16回 | 1992年7月12日 | 1900m | シンワコウジ       | 466  | 牡4  |          |          | 2:04.8 |
| 第17回 | 1993年7月7日  | 1900m | ライデンスキー     | 446  | 牡4  |          | 荒川友司 | 2:05.2 |
| 第18回 | 1994年7月17日 | 1900m | ツキノマイヒメ     | 440  | 牝4  |          |          | 2:05.5 |
| 第19回 | 1995年7月19日 | 1900m | カネミキング       | 492  | 牡4  |          |          | 2:05.8 |